# رویه انتقالی

رویه انتقالی

در فضای اقلیدسی رویه انتقالی (به انگلیسی: Translation surface) رویه‌ای است که با اعمال عملیات انتقال به یک منحنی ایجاد می‌شود.
گیریم دو منحنی {\displaystyle l} و {\displaystyle k} در نقطه {\displaystyle o} (مبدأ مختصاتی) همدیگر را قطع می‌کنند. با انتقال {\displaystyle k} (منحنی پروفیل یا نیم‌رخ) در امتداد منحنی {\displaystyle l} (منحنی مسیر) یک رویه انتقالی تولید می‌شود. بنابراین رویه انتقالی مجموعه‌ای از منحنی‌های {\displaystyle k_{p}} است که مشابه منحنی نیم‌رخ {\displaystyle k} هستند. هر کدام از این منحنی‌های {\displaystyle k_{p}}  منحنی مسیر {\displaystyle l} را در یک نقطه {\displaystyle p} قطع می‌کنند.
با انتقال نقطهٔ {\displaystyle q} روی منحنی نیمرخ ({\displaystyle k}) توسط بردار {\displaystyle p}، نقطهٔ {\displaystyle x} حاصل می‌شود. می‌توان نشان داد که با انتقال نقطهٔ {\displaystyle p} روی منحنی مسیر ({\displaystyle l}) توسط بردار {\displaystyle q}  نیز نتیجه همین نقطهٔ {\displaystyle x} خواهد بود. با انتقال همهٔ نقاط منحنی مسیر {\displaystyle l} توسط منحنی {\displaystyle q} منحنی‌های {\displaystyle l_{q}} حاصل می‌شوند که با منحنی مسیر {\displaystyle l} مشابه‌اند؛ بنابراین می‌توان نتیجه گرفت که با جابجا کردن منحنی نیمرخ و منحنی مسیر رویه انتقالی نهایی ثابت می‌ماند.
برای به‌دست آوردن نقطهٔ دلخواه {\displaystyle x} روی رویه انتقالی، می‌توان دو بردار {\displaystyle p} و {\displaystyle q}  (که با نقاط منحنی‌های نیم‌رخ و مسیر {\displaystyle k} و {\displaystyle l} تعریف می‌شوند) را به هم اضافه کرد. اگر نمایش پارامتریک منحنی‌های {\displaystyle k} و {\displaystyle l} را {\displaystyle k(u)} و {\displaystyle l(v)} (با پارامترهای {\displaystyle u} و {\displaystyle v}) بگیریم، هر نقطه از رویه انتقالی را می‌توان با معادلهٔ زیر نمایش داد:
{\displaystyle x(u,v)=k(u)+l(v)}.
علاوه بر این، صفحه مماس بر نقطهٔ {\displaystyle x} را می‌توان با دو خط مماس {\displaystyle t_{k}} و {\displaystyle t_{l}} منحنی‌های نیم‌رخ و مسیر {\displaystyle k} و {\displaystyle l} تعریف کرد. در راستای منحنی پارامتر {\displaystyle k(u)=k_{x}}، مماس‌های خانوادهٔ دیگر خط‌های پارامتر موازی هستند و با منحنی نیم‌رخ {\displaystyle k_{x}} استوانه‌ای می‌سازند که در راستای منحنی {\displaystyle k_{x}} نسبت به رویه انتقالی مماس است. از آنجا که منحنی‌های نیم‌رخ و مسیر جابجایی‌پذیرند همین امر برای منحنی {\displaystyle l_{x}} هم صحیح است.
سرراستی تولید سطوح انتقالی (با انتقال دادن یک منحنی در امتداد یک منحنی دیگر) و این امر که این سطوح دو مجموعه از منحنی‌های پارامتر مشابه را در خود دارند باعث می‌شود که برای امور طراحی و فرایند ساخت مطلوب باشند و بتوان مثال‌های بسیاری از آن‌ها در طراحی محیط مصنوع یافت.
اگر در تولید رویه انتقالی به جای استفاده از منحنی‌های نرم از چندخطی استفاده شود، حاصل رویه انتقالی گسسته خواهد بود که از صفحات تخت (متوازی‌الأضلاع) تشکیل شده‌است. این امر بنیاد مناسبی برای ساخت‌ساز فلزی و شیشه‌ای است.

## رویه‌های انتقالی خاص
ساده‌ترین رویه انتقالی استوانه است که در آن یکی از منحنی‌های مولد یک خط مستقیم است.

### سهمی‌گون دورانی

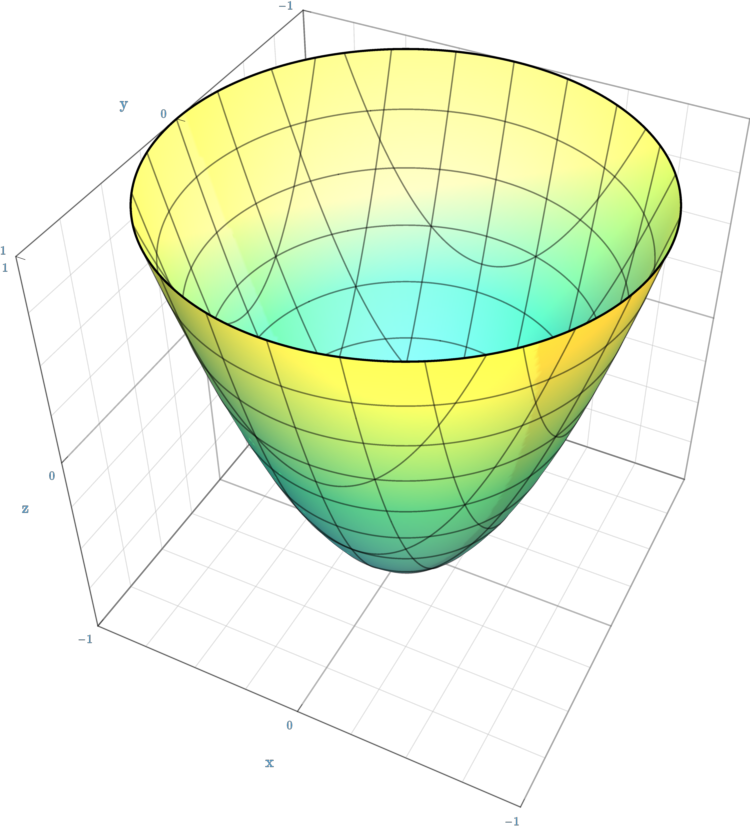
سهمی‌گون دورانی

اگر منحنی‌های مولد یک رویه انتقالی (نیم‌رخ و رویه) دو سهمی مشابه باشند، رویه حاصل سهمی‌گون دورانی  خواهد بود.
دلیل دورانی بودن این سهمی‌گون این است که منحنی‌های نصف‌النهاری رویه دایره هستند و بنابراین این رویه یک رویه دورانی نیز هست. به شکل متعارف می‌توان گفت که تولید سهمی‌گون دورانی از طریق انتقال سهمی {\displaystyle k(u)} با معادلهٔ پارامتری {\displaystyle k(u)=(u,0,a\cdot u^{2})} (که روی صفحهٔ {\displaystyle xy} قرار دارد) در راستای منحنی {\displaystyle k(v)=(0,v,a\cdot v^{2})} (که روی صفحهٔ {\displaystyle yz} قرار دارد) ممکن است.
نکته قابل توجه این که بازشدگی سهمی‌های مولد این رویه به یک سو است.

### سهمی‌گون بیضوی

رویه سهمی‌گون بیضوی

هر گاه منحنی‌های مولد (منحنی نیم‌رخ و منحنی مسیر) یک رویه انتقالی سهمی باشند که بازشدگی آن‌ها به یک سو باشد، رویه حاصل سهمی‌گون بیضوی است. سهمی‌گون دورانی حالت خاصی سهمی‌گون بیضوی است که منحنی‌های مولد مشابه باشند. بنابراین منحنی‌های نصف‌النهاری سهمی‌گون دورانی دایره و منحنی‌های نصف‌النهاری سهمی‌گون بیضوی بیضی است.
سهمی‌گون بیضوی دو صفحهٔ تقارن دارد که در محور سهمی‌گون همدیگر را قطع می‌کنند.
جهت این محور موازی صفحاتی است که منحنی‌های مولد سهمی‌گون روی آن‌ها قرار دارند و نقطهٔ تقاطع سهمی‌گون و محورش در رأس سهمی‌گون ({\displaystyle v}) قرار دارد.
منحنی تقاطع سهمی‌گون بیضوی با هر صفحهٔ موازی محور آن یک سهمی است. منحنی تقاطع سهمی‌گون بیضوی با صفحه‌هایی که با محور آن سهمی‌گون موازی نباشند بیضی است.

### سهمی‌گون هذلولی

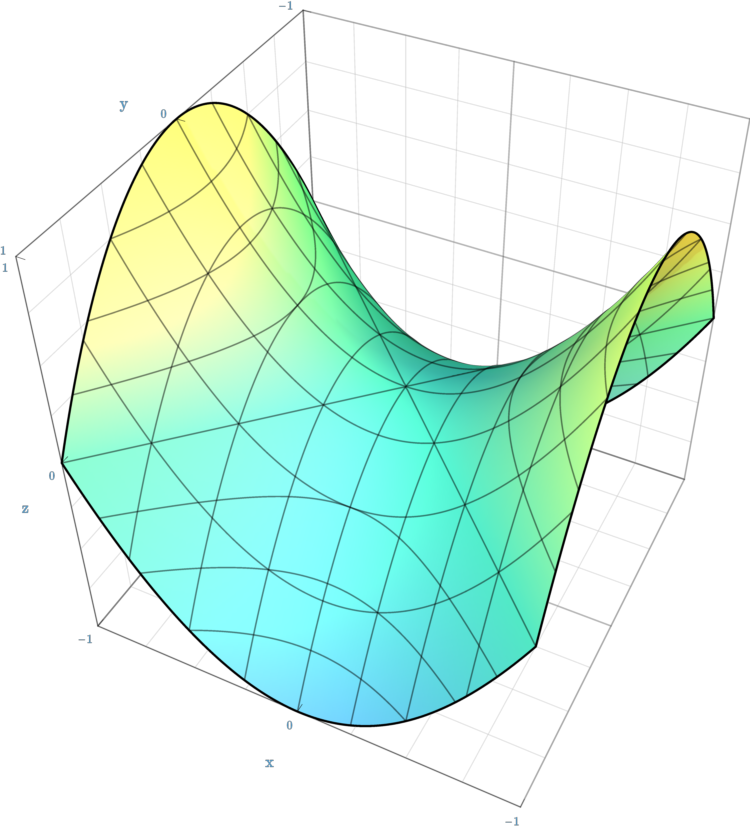
سهمی‌گون هذلولی

هر گاه منحنی‌های مولد (منحنی نیم‌رخ و منحنی مسیر) یک رویه انتقالی دو سهمی باشند که بازشدگی آن‌ها به دو جهت مخالف هم باشد، رویه حاصل سهمی‌گون هذلولی است.
این منحنی به شکل زین اسب است. مثل سهمی‌گون بیضوی، محور سهمی‌گون هذلولی محل تقاطع دو صفحهٔ تقارن آن است.
منحنی تقاطع یک صفحه با سهمی‌گون هذلولی می‌تواند به شکل سهمی (در صورت موازی بودن صفحه با محور سهمی‌گون)، دو خط (در صورت مماس بودن صفحه بر سهمی‌گون)، یا هذلولی (همه صفحات دیگر) باشد. از این امر که همهٔ صفحات مماس بر سهمی‌گون هذلولی آن را در دو خط مستقیم قطع می‌کنند نتیجه می‌شود که همهٔ نقاط این رویه را می‌توان با دو مجموعه از خط‌های مستقیم نمایش داد، بنابراین سهمی‌گون هذلولی یک رویه خط‌دار نیز به‌شمار می‌رود.
به دلیل سادگی تولید سهمی‌گون هذلولی و خاصیت ایستایی آن، این رویه شکلی مهم در طراحی معماری محسوب می‌شود.